# باشگاه مخالفان لاسیدن

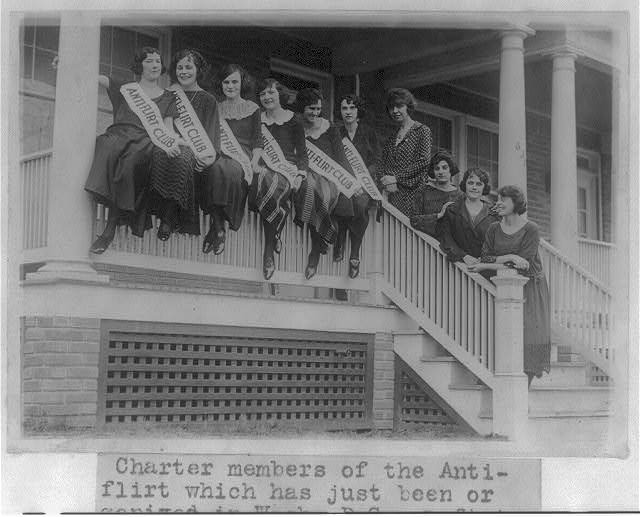
باشگاه مخالفان لاسیدن. مدیر باشگاه، آلیس رایلی، در سر در پلکان قرار دارد.

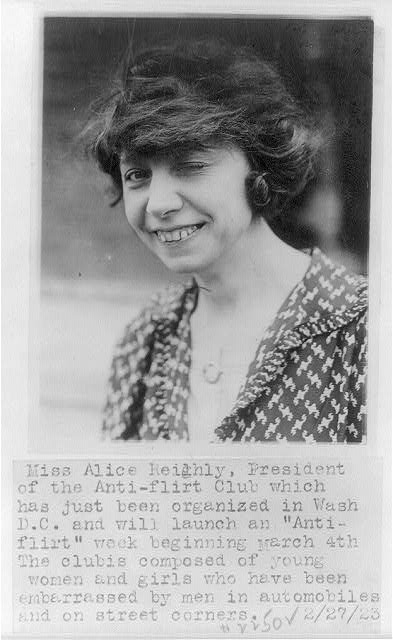
آلیس رایلی

باشگاه مخالفان لاسیدن (به انگلیسی: Anti-Flirt Club) یک باشگاه بود که در ایالات متحده آمریکا و در دهه ۱۹۲۰ فعالیت می‌کرد. هدف ایجاد این باشگاه محافظت از زنان و دختران جوان که از مردان در خیابان‌ها یا خودروها توجه جنسی ناخواسته دریافت می‌کردند بود. این باشگاه یک هفته مخالفت با لاسیدن به راه انداخت که از ۴ مارس ۱۹۲۳ آغاز می‌شد.
این باشگاه چندین قانون برای خودش داشت که به گونه‌ای نصیحت دختران محسوب می‌شد. این قوانین عبارت بودند از:
1. هرگز نلاسید: آنان که می‌لاسند، لذتی نمی‌برند.
2. هرگز سوار خودرو رانندگان لاس‌زن نشوید. با این کار در راه رفتن صرفه جویی نکرده‌اید.
3. از چشمانتان برای چشم‌چرانی بهره نبرید. چشمانتان برای اهداف باارزش‌تری ایجاد شده‌اند.
4. با مردانی که نمی‌شناسید بیرون نروید. آن‌ها احتمالاً متاهلند و از شما صرفاً برای گیس و گیس‌کشی (Catfight) بهره خواهند برد.
5. چشمک نزنید. چشمک زدن یک چشم ممکن است باعث گریاندن چشمی دیگر شود.
6. به غریبه‌های لاس‌زن لبخند نزنید. لبخندتان را برای آنان که می‌شناسید نگه دارید.
7. با هر مردی که دیدید نپیوندید. لاسیدن با مردان متعدد شما را از مرد واقعیتان دور می‌کند.
8. با شیک‌پوشان جذاب خودشیرین مراوده نکنید. طلای جلاندیده یک مرد معمولی بهتر از جواهرات جلادیده مردان فریب‌کار است.
9. نگذارید مردان مسنی که چشم به لاسیدن با شما دارند، روی شانه‌هایتان دست گذاشته و به شما محبت پدرانه عرضه کنند. آنان مردانی هستند که فراموش کرده‌اند پدر دختری هستند.
10. مردی را که به وی اطمینان دارید نادیده نگیرید تا با دیگری لاس بزنید. ممکن است وقتی به او بازگردید او دیگر رفته باشد.

در مقاله‌ای در واشینگتن پست به تاریخ ۲۸ فوریه ۱۹۲۳ با عنوان «۱۰ دختر علیه اتو زدن اعلان جنگ کرده‌اند»، این گونه به مشکل پرداخته شده است: «رانندگان زیادی از این فرصت پیش آمده در جنگ سوء استفاده می‌کنند و به زنان و دختران جوان پیشنهاد سواری می‌دهند. خانم هلن براون، ساکن ۶۳۹ خیابان لانگبیلو این را دیروز بیان داشت.» او که دبیر باشگاه مخالفان لاسیدن بوده است، هشدار داده بود که «این مردان برای آنکه زنان زحمت پیاده‌روی نکشند به آنان پیشنهاد سواری نمی‌دهند.» با وجود آنکه «گونه‌های لاسیدن فراوان است»، رانندگان بدترین لاس‌زنندگانند.
براون، به همراه آلیس رایلی ساکن ۱۴۰۰ خیابان هاروارد، برنامه خود را برای مقابله با لاسیدن علنی کردند. در ۴ مارس ۱۹۲۳، نخستین هفته مخالفت با لاسیدن (که تا کنون نیز نظیر آن نبوده) آغاز شد.